# Иван Дервишев
Иван Дервишев е български актьор, роден на 1 май 1942 г. Кукловод е в Общинския куклен театър в Монтана от 1970 г. През 1971 – 1972 г. е актьор в Драматичен театър „Драгомир Асенов“, Монтана. Работи още в Драматичен театър „Рачо Стоянов“, Габрово, Димитровградския драматичен театър Димитровград, Драматично-куклен театър Враца, Държавен куклен театър Търговище и Драматичен театър „Димитър Димов“ гр. Кърджали.

## Роли в театъра
- „Всяка есенна вечер“ – Неизпълнителният, 1971/72, ДТ Монтана
- „Външен човек“ (Игор Дворецки)
- „Събота 23“ (Стефан Цанев)
- „Януари“ (Йордан Радичков) – Величко
- „Иванов“ (А. П. Чехов) – Косих

## Филмография
| Година      | Филми и Сериали                              | Серии  | Копродукции              | Роля                                                                |
| ----------- | -------------------------------------------- | ------ | ------------------------ | ------------------------------------------------------------------- |
| 2009        | Козелът                                      |        |                          | цар                                                                 |
| 1998        | След края на света                           |        | България/Германия/Гърция |                                                                     |
| 1991        | Бай Ганьо                                    | 4      |                          | портиера в банята (в 1 серия: II)                                   |
| 1991        | Бай Ганьо тръгва из Европа                   |        |                          |                                                                     |
| 1989        | Разводи, разводи                             | 6 нов. |                          | посетител в („Разводът преди“ и в „Разводът сега“)                  |
| 1985        | Не се сърди, човече                          |        |                          | Динов                                                               |
| 1985        | Окото на пророка – („Przeklete oko proroka“) |        | Полша / България         |                                                                     |
| 1983        | Орисия                                       |        |                          |                                                                     |
| 1983        | Третото лице                                 |        |                          |                                                                     |
| 1982        | Царска пиеса                                 |        |                          | телохранител                                                        |
| 1980        | Заплахата                                    |        |                          | йогата                                                              |
| 1980        | Илюзия                                       |        |                          | кръчмар                                                             |
| 1979        | Бедният Лука                                 |        |                          |                                                                     |
| 1979        | Къщата                                       |        |                          | чиновник                                                            |
| 1978        | Чуй петела                                   |        |                          | бащата на Петрунка                                                  |
| 1978        | Всички и никой                               |        |                          | селянина с припадничавата коза-свръхдобитък                         |
| 1977        | Звезди в косите, сълзи в очите               |        |                          | Венедиктов                                                          |
| 1976 – 1980 | Записки по българските въстания              | 13     |                          | Мехмед ефенди, учителят по турски език в Клисура (в 2 серии: VI, X) |
| 1976        | Апостолите                                   | 2      |                          |                                                                     |
| 1975        | Мечтател                                     |        |                          | пощаджия                                                            |
| 1974        | На чисто                                     |        |                          | дългокосият                                                         |